# Москва 1936
Москва 1936 — третій Московський міжнародний двоколовий шаховий турнір, що проходив від 14 травня до 8 червня 1936 року.
Місце проведення: Колонний зал Будинку Союзів. У турнірі брали участь 10 шахістів, серед яких 4 іноземних, в тому числі екс-чемпіони світу Хосе Рауль Капабланка і Емануїл Ласкер, а також претенденти на це звання Михайло Ботвинник і Сало Флор.
Емануїл Ласкер, який в 1935 році після 2-го Московського міжнародного турніру залишився на постійне проживання в СРСР, грав під прапором цієї країни, як і згодом на турнірі в Ноттінгемі.
Боротьбу за звання переможця вели переважно М. Ботвинник і Х. Р. Капабланка. У партії між ними в першому колі Ботвинник, маючи виграну позицію, в цейтноті випустив спочатку перемогу, а потім і нічию. Вигравши цю партію, Капабланка завершив 1-й коло з 6½ очками, попереду найближчих суперників на 1½ очок. У 2-му колі Ботвинник набрав 7 очок з 9, але Капабланка, повторивши результат 1-го кола, посів перше місце — 13 очок, на другому місці — Ботвинник — 12 очок, на  третьому  — Флор — 9½ очок.
Переможець турніру Х. Р. Капабланка провів змагання без жодної поразки і знову змусив говорити про себе як про одного з головних претендентів на звання чемпіона світу, яким тоді володів Макс Ейве.

## Приз за найкращу партію
Перший приз за найкращу партію присудили Ботвиннику (білі) за перемогу над Андором Лілієнталем:

## Таблиця турніру
| №  | Учасник               | Країна         | 1 | 1 | 2 | 2 | 3 | 3 | 4 | 4 | 5 | 5 | 6 | 6 | 7 | 7 | 8 | 8 | 9 | 9 | 10 | 10 |  | + | − | =  | Очки | Місце |
| -- | --------------------- | -------------- | - | - | - | - | - | - | - | - | - | - | - | - | - | - | - | - | - | - | -- | -- |  | - | - | -- | ---- | ----- |
| 1  | Хосе Рауль Капабланка | Куба           |   |   | 1 | ½ | ½ | ½ | 1 | ½ | 1 | ½ | ½ | 1 | ½ | 1 | ½ | ½ | 1 | 1 | ½  | 1  |  | 8 | 0 | 10 | 13   | 1     |
| 2  | Михайло Ботвинник     | СРСР           | 0 | ½ |   |   | ½ | 1 | 1 | ½ | ½ | 1 | ½ | 1 | 1 | 1 | ½ | ½ | ½ | 1 | ½  | ½  |  | 7 | 1 | 10 | 12   | 2     |
| 3  | Сало Флор             | Чехословаччина | ½ | ½ | ½ | 0 |   |   | ½ | 1 | 0 | ½ | ½ | 1 | 0 | ½ | ½ | 0 | ½ | 1 | 1  | 1  |  | 5 | 4 | 9  | 9½   | 3     |
| 4  | Андор Лілієнталь      | Угорщина       | 0 | ½ | 0 | ½ | ½ | 0 |   |   | ½ | ½ | ½ | 1 | ½ | 1 | ½ | 1 | ½ | ½ | ½  | ½  |  | 3 | 3 | 12 | 9    | 4     |
| 5  | В'ячеслав Рагозін     | СРСР           | 0 | ½ | ½ | 0 | 1 | ½ | ½ | ½ |   |   | 1 | ½ | 0 | ½ | 1 | ½ | ½ | ½ | ½  | 0  |  | 3 | 4 | 11 | 8½   | 5     |
| 6  | Емануїл Ласкер        | СРСР           | ½ | 0 | ½ | 0 | ½ | 0 | ½ | 0 | 0 | ½ |   |   | ½ | ½ | ½ | 1 | 1 | ½ | 1  | ½  |  | 3 | 5 | 10 | 8    | 6     |
| 7  | Ілля Кан              | СРСР           | ½ | 0 | 0 | 0 | 1 | ½ | ½ | 0 | 1 | ½ | ½ | ½ |   |   | ½ | ½ | 0 | ½ | ½  | ½  |  | 2 | 5 | 11 | 7½   | 7-10  |
| 8  | Григорій Левенфіш     | СРСР           | ½ | ½ | ½ | ½ | ½ | 1 | ½ | 0 | 0 | ½ | ½ | 0 | ½ | ½ |   |   | ½ | 0 | 1  | 0  |  | 2 | 5 | 11 | 7½   | 7-10  |
| 9  | Микола Рюмін          | СРСР           | 0 | 0 | ½ | 0 | ½ | 0 | ½ | ½ | ½ | ½ | 0 | ½ | 1 | ½ | ½ | 1 |   |   | ½  | ½  |  | 2 | 5 | 11 | 7½   | 7-10  |
| 10 | Еріх Елісказес        | Австрія        | ½ | 0 | ½ | ½ | 0 | 0 | ½ | ½ | ½ | 1 | 0 | ½ | ½ | ½ | 0 | 1 | ½ | ½ |    |    |  | 2 | 5 | 11 | 7½   | 7-10  |

## Цікаві факти
4-й московський міжнародний турнір був запланований на 1938 рік, але не відбувся через те, що головний шаховий організатор СРСР Микола Криленко був репресований.